# Abramič
Abramič je priimek v Sloveniji, ki ga je po podatkih Statističnega urada Republike Slovenije na dan 1. januarja 2010 uporabljalo 67 oseb in je med vsemi priimki po pogostosti uporabe uvrščen na 6.057. mesto.

## Znani nosilci priimka
- Ivana Abramič (*1984), atletinja, skakalka ob palici
- Jernej Abramič (*1964), kanuist
- Mihovil Abramič (1884—1962), hrvaški arheolog